# Dirty Dancing 2
Série
Dirty Dancing
(1987)
Pour plus de détails, voir Fiche technique et Distribution.
Dirty Dancing 2, ou Danse lascive 2 : Les nuits de la Havane au Québec, (Dirty Dancing: Havana Nights) est un film américain réalisé par Guy Ferland, sorti en 2004. Il s’agit d’une comédie romantique sur le thème de la danse, faisant suite au film Dirty Dancing de 1987 dont il exploite un schéma narratif similaire (mais sans faire suite à l’histoire).

## Résumé
En 1958, Katey Miller, ses parents et sa petite sœur emménagent à La Havane, à Cuba après la mutation de son père, employé chez Ford. Très studieuse, Katey n'est pas très heureuse de devoir déménager dans un nouveau pays durant sa dernière année scolaire ; toutefois, le reste de sa famille est très enthousiaste à cette idée.
Assez rapidement, Katey rencontre à la piscine de son hôtel plusieurs autres riches adolescents américains, dont James Phelps, le fils du patron de son père. Elle est indignée lorsque l'une de ses nouvelles connaissances insulte un serveur parce qu’il renverse leur commande par accident. Katey essaie de s'excuser auprès du serveur — Javier (Diego Luna), qui travaille à l’hôtel afin d’aider sa famille — mais il reste indifférent.
Le lendemain, en cours, le professeur demande à Katey de lire à haute voix un passage de l’Odyssée, où il est question d'amour et de passion. Après le cours, James invite Katey à une soirée qui se déroulera au Country club. Après avoir d'abord refusé, elle finit par accepter. Ensuite, alors qu'elle marche vers l'hôtel, elle rencontre Javier qui est en train de danser dans la rue avec plusieurs autres. Il lui offre de la raccompagner, mais la police arrive, et s'empare de plusieurs musiciens et danseurs dont Javier, alors que Katey se sauve.
Au studio de danse de l’hôtel, Katey essaie de nouveaux mouvements de danse cubaine qu'elle a vu exécutés dans la rue. Javier la voit et l'invite à venir voir de vrais danseurs au club La Rosa Negra samedi soir, mais elle lui dit qu'elle est déjà invitée au Country club. Cela vexe Javier, qui part.
La samedi, à la soirée au Country club, Katey décide de porter une robe plutôt sexy prêtée par une femme de chambre, ce qui impressionne James. Katey convainc ce dernier d'aller avec elle à La Rosa Negra, où ils voient que tous dansent de façon très sensuelle. Elle danse alors avec Javier, pendant que James est au bar. Il se fait accoster par le frère de Javier, Carlos, qui lui dit de profiter de La Havane avant que la situation ne change et que les Américains soient expulsés du pays. Katey et Javier les rejoignent alors, et James décide qu'il est temps pour eux de partir. Dans la voiture, il tente d’embrasser Katey et de caresser ses seins malgré sa réticence. Elle le gifle alors et sort de la voiture, allant retrouver Javier dans le club, qui la raccompagne à l'hôtel.
Le lendemain, Katey arrive au studio de danse, où un professeur est en train de terminer de donner un cours. Celui-ci invite l’assemblée à s'inscrire à un concours de danse. Il danse ensuite avec Katey, puis lui dit qu'elle devrait s'inscrire. Un peu plus tard, Katey croise James, qui s'excuse et qui lui apprend que sa sœur et une amie l'ont vue avec Javier et qu'il s'est donc fait renvoyer. Katey va voir sa sœur et la réprimande, puis elle va trouver Javier. Il travaille désormais à revendre des voitures volées avec son frère. Elle lui demande de participer au concours de danse avec elle, mais il refuse. Pendant ce temps, il devient clair que le frère de Javier aide les révolutionnaires.
Le lendemain, Javier va voir Katey à l'école et lui dit qu'il accepte de participer au concours avec elle. Ils commencent donc à répéter, mélangeant leurs styles de danse respectifs, et Javier la convainc de se laisser aller à la musique. Ils pratiquent constamment jusqu’au soir du concours. Katey et Javier dansent sur la scène avec plusieurs autres couples, et s'embrassent pour la première fois, devant le public, dont les parents de Katey qui ignoraient qu’elle allait danser avec Javier. Ils sont finalement sélectionnés pour la finale. Les parents de Katey désapprouvent sa relation avec Javier, mais elle finit par se réconcilier avec eux.
Le soir de la finale, alors qu'ils sont en train de danser, des révolutionnaires déguisés en serveurs lancent la révolution, et la bataille éclate entre eux et des policiers présents dans la salle. Tout le monde court alors hors de la salle, et Javier sauve son frère d'un policier. À l'extérieur, les deux hommes entendent que Batista, le chef d’État cubain, a quitté le pays, et se joignent à la célébration dans les rues.
Plus tard, Javier va à l'hôtel et retrouve Katey. Ils passent la nuit ensemble sur la plage. Le lendemain matin, Katey apprend que sa famille doit quitter Cuba. Elle passe sa dernière soirée à la Rosa Negra à danser avec Javier. Sa famille est là aussi, et Katey dit en narration qu'elle ne sait pas quand elle reverra Javier, mais qu'elle sait qu'il ne s'agit pas de leur dernière danse.

## Contexte de l’histoire
L’histoire s’inspire d’un épisode réel de la vie de la chorégraphe JoAnn Jansen, qui a participé au film. Elle se déroule pendant la révolution cubaine.

## Fiche technique
Sauf indication contraire, les informations mentionnées dans cette section peuvent être confirmées par la base de données cinématographiques IMDb,  présente dans la section « Liens externes ».
- Titre original : Dirty Dancing: Havana Nights
- Titre français : Dirty Dancing 2
- Titre québécois : Danse lascive 2: Les nuits de la Havane
- Réalisation : Guy Ferland
- Scénario : Boaz Yakin et Victoria Arch avec la collaboration au scénario de Kate Gunzinger et Peter Sagal
- Musique : Heitor Pereira
- Direction artistique : Teresa Carriker-Thayer
- Décors : Hugo Luczyc-Wyhowski et Alan Hicks
- Costumes : Isis Mussenden
- Photographie : Anthony B. Richmond
- Son : Bob Beher, Odin Benitez
- Montage : Luis Colina et Scott Richter
- Production : Lawrence Bender, Sarah Green
  - Producteur exécutif : Trish Hofmann
  - Coproducteurs : Trish Hofmann, JoAnn Fregalette Jansen et Julie Kirkham
  - Producteurs délégués : Jennifer Berman, Rachel Cohen, Amir Jacob Malin, Bob Osher et Meryl Poster
- Sociétés de production : Lions Gate Films, Lawrence Bender Productions, A Band Apart, Havana Nights LLC avec la participation de Miramax et Artisan Entertainment
- Sociétés de distribution : Lions Gate Films (États-Unis), Gaumont Buena Vista International (GBVI) (France), TFM Distribution (France)[1]
- Budget : 25 millions de dollars[2]
- Pays d'origine : États-Unis
- Langue originale : anglais, espagnol
- Format : couleur (DeLuxe) - 35 mm - 1,85:1 (Panavision) - son DTS | Dolby Digital | SDDS
- Genre : drame, musical, romance
- Durée : 86 minutes
- Dates de sortie[3] :
  -  États-Unis et  Canada : 27 février 2004
  -  France : 2 juin 2004
  -  Belgique : 30 juin 2004
- Classification[4] :
  -  États-Unis : PG-13 - Parents Strongly Cautioned  (Certaines scènes peuvent heurter les enfants de moins de 13 ans - Accord parental recommandé, film déconseillé aux moins de 13 ans)
  -  France : Tous publics (visa d'exploitation no 110567 délivré le 1er juin 2004)[5]

## Distribution
- Diego Luna (V. F. : Rémi Bichet ; V. Q. : Renaud Paradis) : Javier Suarez
- Romola Garai (V. Q. : Catherine Proulx-Lemay) : Katey Miller
- January Jones (V. F. : Chloé Berthier ; V. Q. : Camille Cyr-Desmarais) : Eve
- Sela Ward (V. F. : Pauline Larrieu ; V. Q. : Isabelle Miquelon) : Jeannie Miller, la mère de Katey et de Susie
- John Slattery (V. F. : Philippe Duclos ; V. Q. : Jean-François Blanchard) : Bert Miller, le père de Katey et de Susie
- Jonathan Jackson (V. Q. : Philippe Martin) : James Phelps
- Mika Boreem (V. F. : Adeline Chetail ; V. Q. : Aline Pinsonneault) : Susie Miller
- Mýa : Lola Martinez
- René Lavan (V. F. : Boris Rehlinger) : Carlos Suarez
- Angélica Aragón : Alma Suarez
- Mary Portser (V. F. : Annie Le Youdec) : Mme Phelps
- Heather Headley : la chanteuse de la Rosa Negra
- Patrick Swayze (V. F. : Richard Darbois ; V. Q. : James Hyndman) : le professeur de danse
- Robert Hoffman : le danseur

Source et légende : Version française (V. F.) sur Doublagissimo et Version québécoise (V. Q.) sur Doublage Québec.

## Production

### Bande originale
1. Dance Like This - Wyclef Jean featuring Claudette Ortiz
2. Dirty Dancing - The Black Eyed Peas
3. Guajira (I Love U 2 Much) - Yerba Buena
4. Can I Walk By - Jazze Pha featuring Monica
5. Satellite (From Havana Nights) - Santana Featuring Jorge Moreno
6. El Beso Del Final - Christina Aguilera
7. Represent, Cuba - Orishas featuring Heather Headley
8. Do You Only Wanna Dance - Mýa
9. You Send Me - Shawn Kane
10. El Estuche - Aterciopelados
11. Do You Only Wanna Dance - Julio Daviel Big Band dirigé par Cucco Pena
12. Satellite (version espagnole) Nave Espacial - Santana Featuring Jorge Moreno

## Distinctions
En 2004, Dirty Dancing 2 a été sélectionné dans la catégorie « pire suite » (Worst Sequel) à la cérémonie des Navets du cinéma (Stinkers Bad Movie Awards).